# Ulf K.

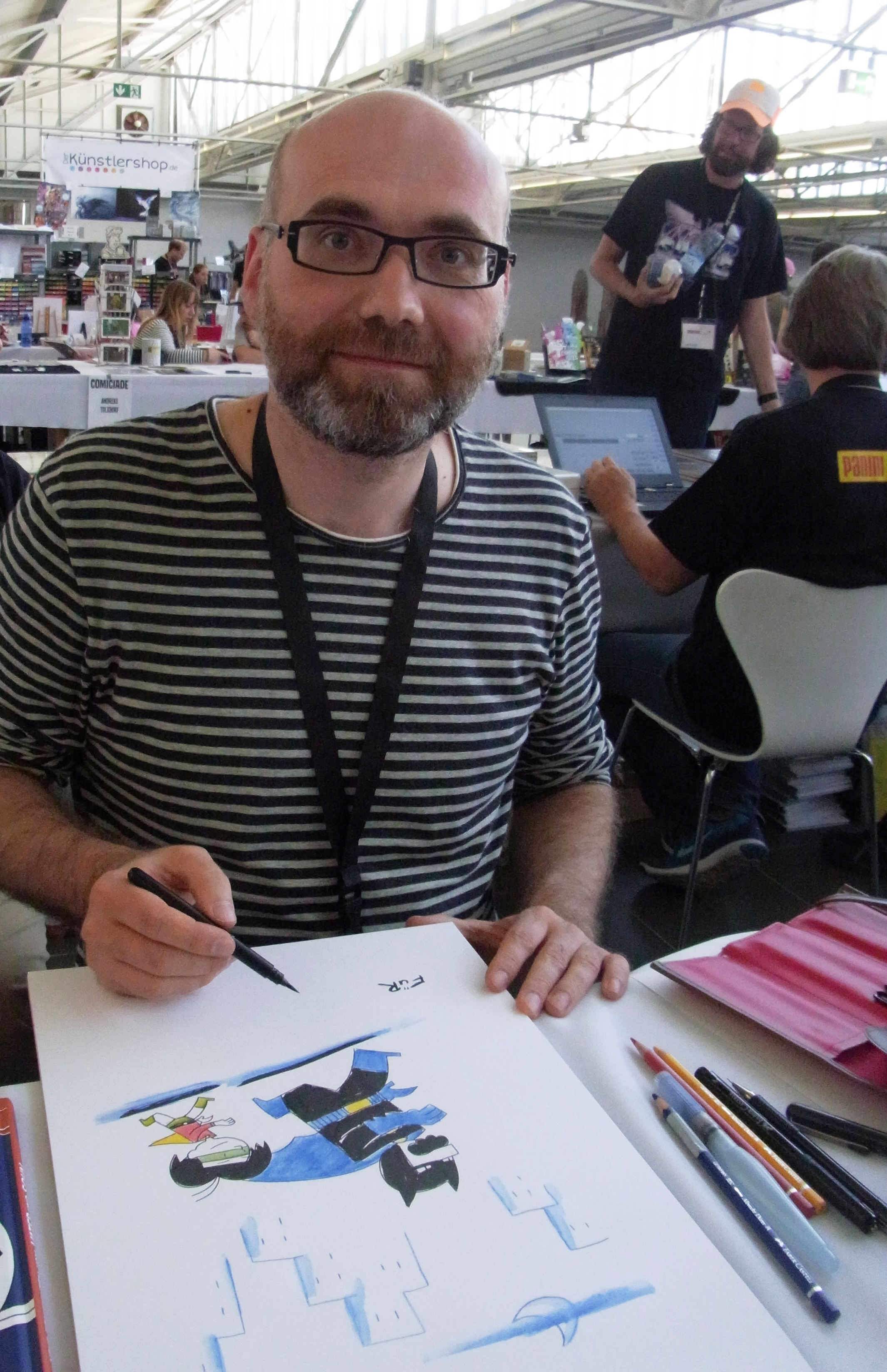
Ulf K. auf der Comiciade in Aachen 2016

Ulf K. (* 2. September 1969 in Oberhausen als Ulf Keyenburg) ist ein deutscher Comiczeichner und Illustrator.

## Leben
Ulf K. nahm zwei Jahre nach seinem Abitur 1989 ein Studium für Kommunikationsdesign mit dem Schwerpunkt Illustration an der Folkwang-Hochschule in Essen auf. Bereits während seines Studiums arbeitete er als freiberuflicher Comiczeichner und Illustrator für Presse und Werbung. Nach einem Auslandssemester in Paris zwischen 1996 und 1997, zog er wieder ins heimatliche Ruhrgebiet zurück. In diesem Jahr gründete er auch den Eigenverlag Ubu Imperator. 1998 erschien mit Der Mondgucker und andere Geschichten sein erstes Comicalbum in der Bremer Edition Panel und war binnen weniger Monate vergriffen (Neuauflage 2002).
Im Jahr 2000 erschien zur und in Kooperation mit der Frankfurter Buchmesse Der Exlibris. Bereits vorab wurde die Geschichte in der Frankfurter Allgemeinen Zeitung veröffentlicht.
Ulf K.s Comicgeschichten erscheinen weltweit in verschiedenen Magazinen, unter anderem in Deutschland in Panel und Moga Mobo, im schweizerischen Strapazin, im französischen Lapin, im kanadischen Spoutnik, im finnischen Suuri Kurpitsa sowie im US-amerikanischen Top Shelf.
Derzeit widmet sich Ulf K. in erster Linie dem Verfassen von Kinderbüchern, wie beispielsweise Leuchte Turm! Leuchte! in Zusammenarbeit mit Martin Baltscheit, mit dem er bereits an Der kleine Herr Paul gearbeitet hat. Diese Titel sind im Verlag Altberliner erschienen.
Am 28. April 2009 begann Ulf K. eine Der Anfang nach dem Ende betitelte Erzählung in Bildern auf der letzten Seite des Feuilletons der Frankfurter Allgemeinen Zeitung. Seit dem 17. September 2013 folgten an derselben Stelle jeweils von Dienstag bis Freitag Geschichten vom Herrn Keuner unter Verwendung von Kürzestgeschichten, die Bertolt Brecht ab 1926 veröffentlichte.

## Rezeption
„In seinem ‚Exlibris‘ vermischen sich groteskes Theater, surrealistische Farce und ein niemals bösartiger schwarzer Humor. Ulf K.s Welt ist bevölkert von Außenseitern – liebenswerte Wesen, die an die eigene Phantasie ebenso glauben wie an die Sterblichkeit.“

## Auszeichnungen
- 2004 Max-und-Moritz-Preis in der Kategorie Bester deutschsprachiger Comic-Künstler, Comic-Salon Erlangen
- 2009 Kinderbuchpreis des Landes Nordrhein-Westfalen
- 2018 Luchs des Monats (Juli) für Ich und Jagger gegen den Rest der Welt (Text: Frida Nilsson)

## Veröffentlichungen (Auszug)
- Der Mondgucker und andere Geschichten. Edition Panel, Bremen 1998 und 2002, ISBN 3-935146-01-9
- Der Exlibris. Reprodukt, Berlin 2000, ISBN 3-931377-54-7.
- Floralia. Edition 52, Wuppertal 2002, ISBN 3-935229-16-X.
- Titus von Götheborg. Edition 52, Wuppertal 2003, ISBN 3-935229-31-3.
- Sternennächte. Edition 52, Wuppertal 2004, ISBN 3-935229-36-4.
- zusammen mit Martin Baltscheit: Akkuratus² – Schneekugel und Kakao, Klett Kinderbuch, Leipzig 2010, ISBN 978-3-941411-27-2.
- Ganz schön groß, Lasse. Gerstenberg, Hildesheim 2011, ISBN 978-3-8369-5335-1.
- Gute Nacht, Lasse. Gerstenberg, Hildesheim 2011, ISBN 978-3-8369-5333-7.
- Keine Angst, Lasse. Gerstenberg, Hildesheim 2011, ISBN 978-3-8369-5334-4.
- Musst Du mal, Lasse?. Gerstenberg, Hildesheim 2011, ISBN 978-3-8369-5336-8.
- Bitte einsteigen, Lasse. Gerstenberg, Hildesheim 2011, ISBN 978-3-8369-5386-3.
- Im Zoo mit Lasse. Gerstenberg, Hildesheim 2011, ISBN 978-3-8369-5387-0.
- Pelle und Brunno. Superflora. Reprodukt Verlag, Berlin 2013, ISBN 978-3-943143-56-0.
- Geschichten vom Herrn Keuner von Bertolt Brecht. Suhrkamp Verlag, Berlin 2014, ISBN 978-3-518-46517-2.
- Neue Geschichten von Vater und Sohn, mit Marc Lizano. Panini Comics, Stuttgart 2015, ISBN 978-3-8332-3176-6.

## Ausstellungen
- 2012: Ulf K. – Der Poet unter den Comiczeichnern, Ausstellung in der Ludwig Galerie Schloss Oberhausen[3]
- 2021: UNVERÖFFENTLICHT - Die Comicszene packt aus! Strips and Stories – von Wilhelm Busch bis Flix, Ausstellung in der Ludwig Galerie Schloss Oberhausen